# Вайоминг
Вайо́минг (Устаревшая норма — Уайоминг; англ. Wyoming, американское произношение: [waɪˈoʊmɪŋ] (слушать)о файле) — штат на западе США, входящий в группу так называемых Горных штатов. Столица и крупнейший город — Шайенн. Официальное прозвище — «Штат равноправия» (англ. Equality State). Официальный девиз — «Равные права» (англ. Equal Rights). Занимает в государстве последнее место по численности населения.

## История

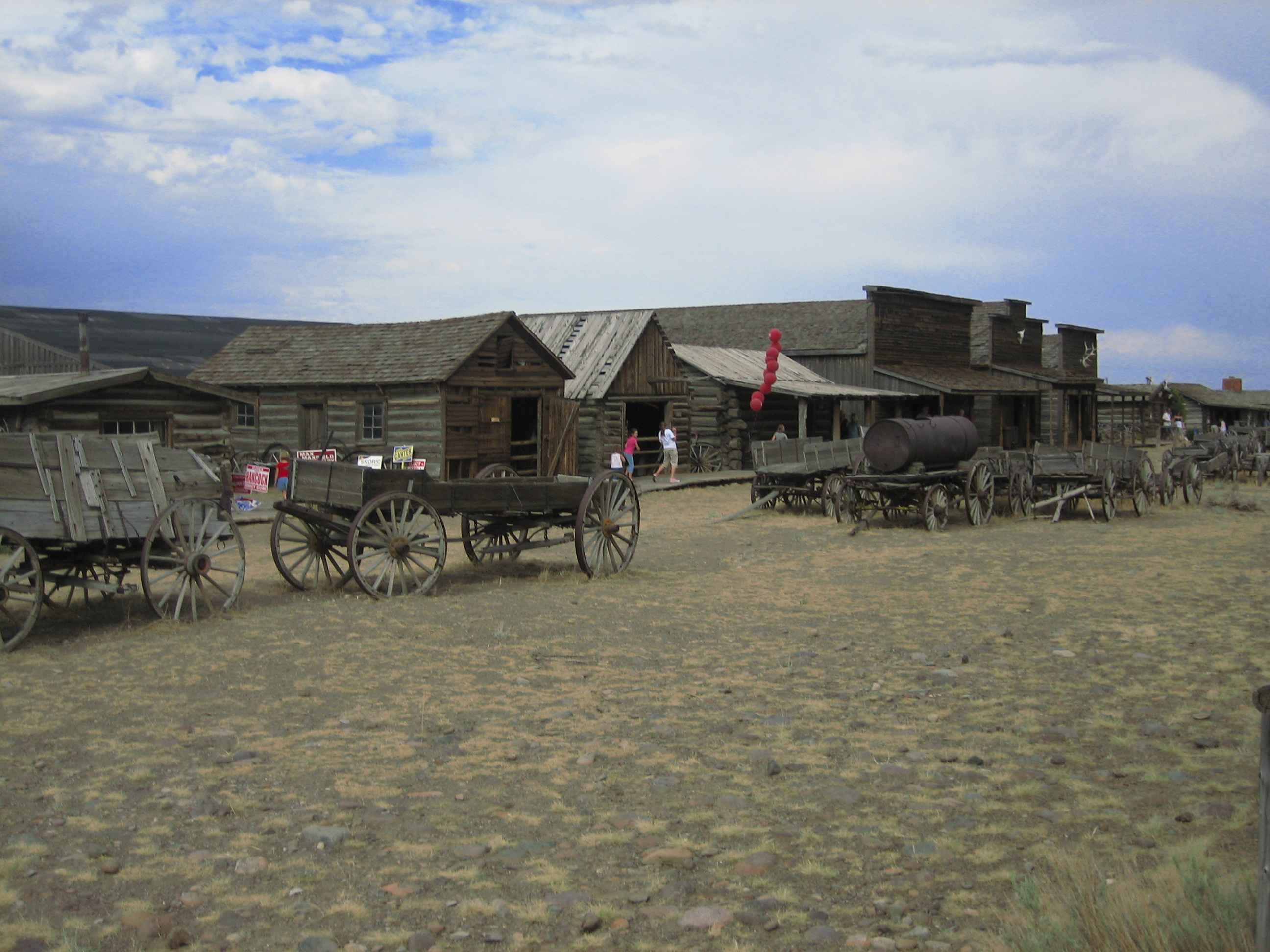
Музей под открытым небом в городке Коди

На участке Powars II красную охру (гематит) палеоиндейцы культуры Кловис добывали в течение 1000 лет начиная с 12 840 лет назад. Археологи нашли артефакты: каменные наконечники стрел, инструменты и бусины из ракушек. После этого, похоже, был перерыв примерно в столетие, прежде чем около 11 600 лет назад добывать охру стали люди, связанные с культурой Адской щели. Местонахождение Адская щель содержит наконечники орудий из комплексов Llano, Кловис, Фолсом и Плано, Agate Basin, Alberta, Frederick, Гошен (Плейнвью), Lusk, Hell Gap, Midland и Коди. Самые ранние откалиброванные даты для комплексов Адского ущелья и Агатовой котловины составляют от 10 200 до 9600 лет до настоящего времени.
В 1743 году до современного Вайоминга впервые добрались европейцы. Это были французы Франсе Франсуа и Луи Верендри. Земли современного штата Вайоминг отошли к Франции и наряду с другими землями вошли в состав Луизианской колонии.
Утверждения, называющие конкретные индейские племена в качестве якобы исконных обитателей земель штата, являются в разной степени спекулятивными. При этом, в начале XIX века в различных областях Вайоминга проживали шошоны, преимущественно к западу от Скалистых гор, и кроу, шайенны, арапахо, к востоку. Экономика местного населения основывалась на кочевой конной охоте на бизонов. Немного позднее в восточную часть Вайоминга мигрировали отдельные группы лакота.
В 1803 году территория Вайоминга отошла к США по условиям Луизианской покупки. В 1807 году западные районы Вайоминга впервые исследовал Джон Колтер, хотя не исключено, что ещё раньше, в 1790-х, здесь бывали французские охотники.
В 1827 году Джим Бриджер открыл так называемый Южный проход, или Южный перевал через Скалистые горы. В 1842 году по Южному перевалу прошла экспедиция Джона Фримонта, после чего через Вайоминг был проложен один из важнейших путей с востока к Тихоокеанскому побережью.
В 1869 году была образована «Территория Вайоминг». Название происходит от долины Вайоминг в Пенсильвании, где произошло крупное сражение времён войны за независимость США.
В 1869 году власти Вайоминга (тогда имевшего статус территории) впервые в США предоставили избирательное право женщинам, за что Вайоминг получил прозвище «Штат равноправия». Важную роль в освоении и урбанизации Вайоминга сыграло строительство железной дороги «Юнион Пасифик».
В 1879 году в формации Моррисон конца юрского периода палеонтологии нашли остатки бронтозавра.
10 июля 1890 года Вайоминг стал 44-м штатом страны. Тогда же была принята конституция штата. Сейчас на территории штата в индейской резервации Уинд-Ривер из индейцев остались только шошоны и арапахо, тогда как кроу, шайенны и лакота проживают в штатах Монтана, Южная Дакота, Оклахома и других.

## География

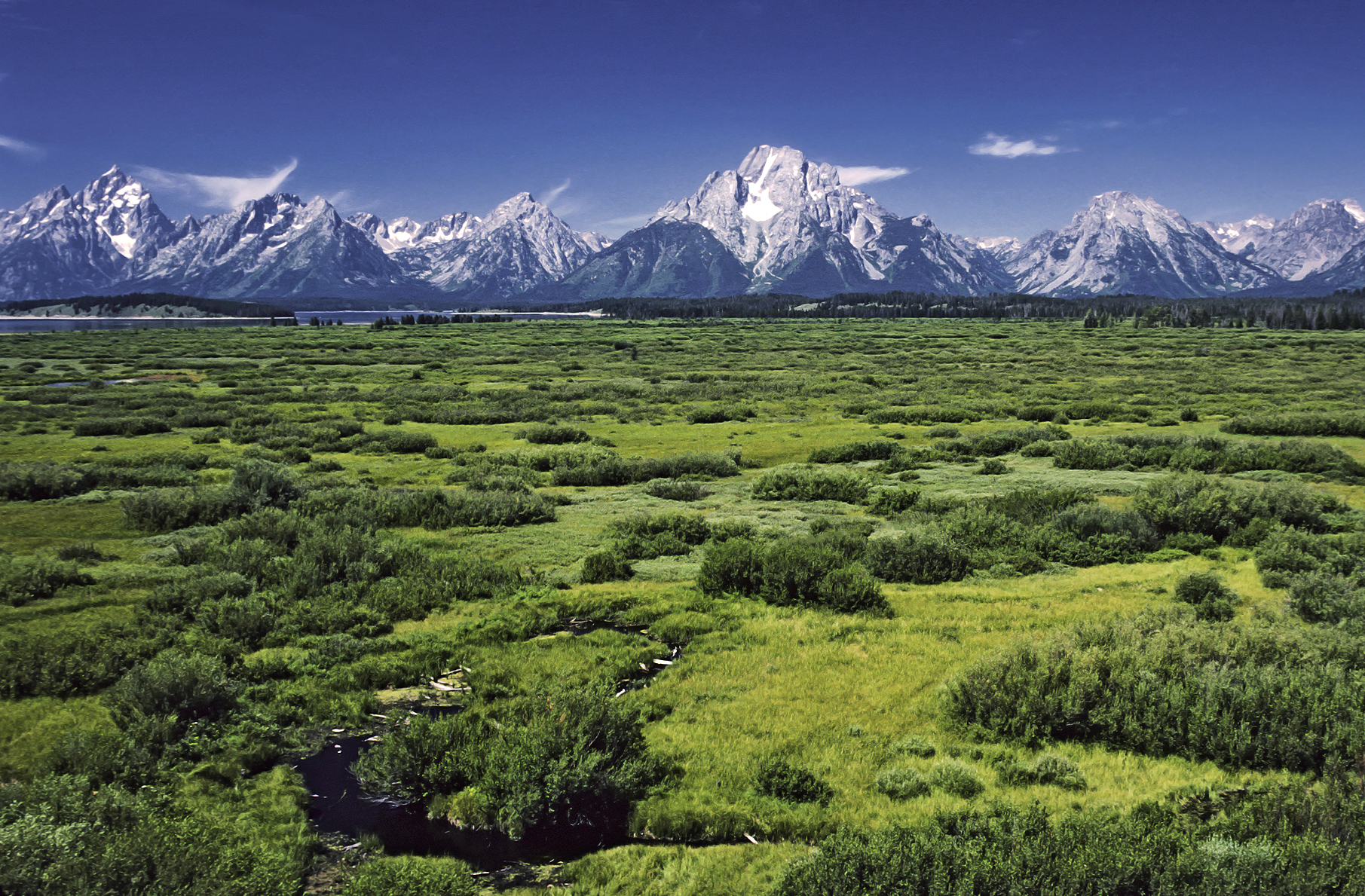
Горный хребет Титон на западе штата

Вайоминг занимает площадь 253 348 км² (10-е место среди штатов). Ограничен (как и два соседних штата Юта и Колорадо) только линиями широт и долгот, и, как и Колорадо, образует в проекции правильный «прямоугольник». На севере Вайоминг граничит со штатом Монтана, на востоке — с Южной Дакотой и Небраской, на юге — с Колорадо и Ютой, на западе — с Айдахо.
Западная часть Вайоминга занята Скалистыми горами; наивысшая точка — гора Ганнетт-Пик (4207 м). Средняя высота над уровнем моря 2042 м. Восточная часть штата является частью Великих равнин, пересекается горами Блэк-Хилс; на юго-западе расположены равнины плато Вайоминг. Основные реки — Йеллоустон, Грин-Ривер и Снейк; несколько примечательных водопадов, например, Йеллоустонские.
Около 16 % территории штата покрыто лесами; среди ценных пород деревьев встречаются скрученная широкохвойная сосна, дугласия, тополь осинообразный.

### Климат
Климат Вайоминга — континентальный семиаридный (полусухой) с высокой амплитудой температур в летний и зимний сезоны. Лето довольно жаркое с температурами июля до 29-37°С, на более высоких территориях до 21°С. Даже при высоких дневных температурах ночью обычно прохладно. Зимы — холодные, однако периоды холода сменяются более мягкими периодами. Ветер чинук, дующий в этих местах, может приносить зимой необычно тёплые воздушные массы. Большая часть осадков выпадает в конце весны и начале лета. Большая часть территории штата получает менее 250 мм осадков в год, однако некоторые горные районы получают в год 510 мм и более, главным образом в виде снега. Самая высокая когда-либо зафиксированная температура в Вайоминге составляет 46 °С (зафиксирована 12 июля 1900 года в Бейсине); самая низкая — −54 °C (9 февраля 1933 года в Риверсайде).
Климат в любой части штата сильно зависит от высоты над уровнем моря и характера рельефа, эти факторы определяют местные воздушные потоки, колебания температур, приносимые осадки и влажность.

## Население
| 1870     | 1880     | 1890     | 1900     | 1910     | 1920     | 1930     | 1940     | 1950     |
| -------- | -------- | -------- | -------- | -------- | -------- | -------- | -------- | -------- |
| 9118     | ↗20 789  | ↗62 555  | ↗92 531  | ↗145 965 | ↗194 402 | ↗225 565 | ↗250 742 | ↗290 529 |
| 1960     | 1970     | 1980     | 1990     | 2000     | 2010     | 2011     | 2012     | 2013     |
| ↗330 066 | ↗332 416 | ↗469 557 | ↘453 588 | ↗493 782 | ↗563 626 | ↗567 768 | ↗577 080 | ↗583 131 |
| 2014     | 2015     | 2020     |          |          |          |          |          |          |
| ↗584 304 | ↗586 107 | ↘576 851 |          |          |          |          |          |          |

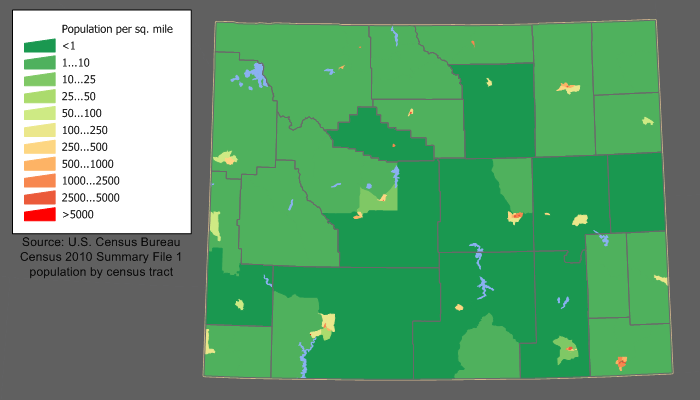
Карта плотности населения Вайоминга

По данным Бюро переписи населения США на 1 июля 2011 года население штата составляет 568 158 человек; по сравнению с данными переписи 2010 года прирост составил 0,8 %. На 2004 год 2,2 % населения штата (11 тыс. человек) родились за пределами США. Плотность населения составляет всего 2,6 чел./км² (второй самый маленький показатель после Аляски). Расовый состав по данным переписи 2000 года включает белых (96,19 %), афроамериканцев (1,01 %), коренных американцев (3,06 %), азиатов (0,84 %), океанийцев (0,13 %). Белое население имеет главным образом германское, английское, ирландское, норвежское и шведское происхождение. Христианство исповедуют 79 % населения (протестантство — 53 %, католицизм — 16 %, движение святых последних дней — 10 %); другие религии — 1 %; о нерелигиозности заявили 18 %.

## Культура

### Языки
По состоянию на 2010 год, 93,39 % (474 343) жителей Вайоминга старше пяти лет используют английский в качестве основного языка общения. 4,47 % (22 722) жителей говорят на испанском, 0,35 % (1771) жителей — на немецком и 0,28 % жителей (1434) — на французском языке. К другим распространённым языкам относятся алгонкинские языки (0,18 %), русский (0,10 %), тагальский и греческий язык (оба по 0,09 %).
По данным Обследования американского общества, в 2007 году 6,2 % (30 419) населения Вайоминга старше пяти лет говорило у себя дома не на английском языке. Из них 68,1 % очень хорошо владеют английским, 16 % говорят на нём хорошо, 10,9 % слабо владеют языком и 5 % совершенно не говорят по-английски.

## Экономика
Согласно отчёту Бюро экономического анализа США за 2017 год, ВВП Вайоминга составляет $38 млрд. По состоянию на 2014 год население штата несущественно растёт, причём наибольший рост наблюдается в туристических районах, таких как округ Титон.
Вайоминг богат полезными ископаемыми (нефть, природный газ, уголь, уран, трона, крупнейшие в мире пластовые залежи природной соды), и добывающая промышленность традиционно занимает доминирующее положение в экономике штата. Добыча нефти началась в 1880-х годах; залежи урана, открытые в 1918 году, активно разрабатываются с 1950-х годов. Обнаружено месторождение редкоземельных металлов.
Также в числе основных источников доходов штата — туризм. Главными местными достопримечательностями являются Йеллоустонский национальный парк, Башня Дьявола и Национальный парк Гранд-Титон.

## Комментарии
1. ↑  В марте 1973 года были официально утверждены правила по русской передаче английских географических названий. Согласно уточнённым правилам транскрипции штат англ. Wyoming должен называться «Уайоминг»[5]. По решению Междуведомственной комиссии по географическим названиям при Главном управлении геодезии и картографии при Совете Министров СССР (ГУГК, ныне Росреестр) за штатом сохранена традиционная форма названия «Вайоминг» для использования в научных, справочных, учебных, информационных изданиях, в периодической печати, на картах и в атласах.